# 120e bataillon de chasseurs à pied
Le 120e bataillon de chasseurs à pied (120e BCP) est une unité militaire française, active pendant la Première Guerre mondiale. Le 120e BCP est créé le 15 mars 1915 Sennecey-le-Grand et dissous le 13 mai 1919 à Sarreguemines.

## Création et différentes dénominations
- 15 mars 1915 : formation du 120e bataillon de chasseurs à pied à Sennecey-le-Grand[1]

Le 120e bataillon est composé à partir du 1er bataillon de chasseurs et du 20e corps ; ses compagnies sont fournies respectivement par les dépôts des 1er, 2e, 4e, 17e, 18e et 20e BCP. 
- 13 mai 1919 : Dissolution à Sarreguemines[2]

## Chefs de corps
- mars 1915 - février 1917 : commandant Rousseau[3],[4],[5]
- février - juillet 1917 : commandant Le Marois[6],[7],[8]
- juillet 1917 : capitaine adjudant-major Hervieux (commandant provisoire)[9],[10]
- juillet 1917 - juin 1918 : commandant Humbel[11],[12]
- juin 1918 : capitaine Bel[13],[14]
- juin 1918 - août 1918 : commandant Nadal[15],[16]
- août 1918 : capitaine Bel[17]
- aout 1918 - mai 1919 : commandant Nadal[18],[2]

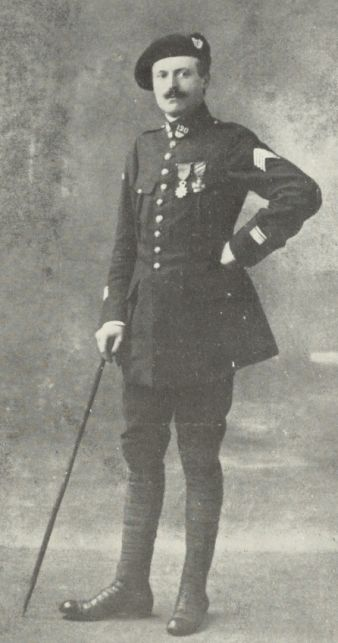
Le commandant Le Marois
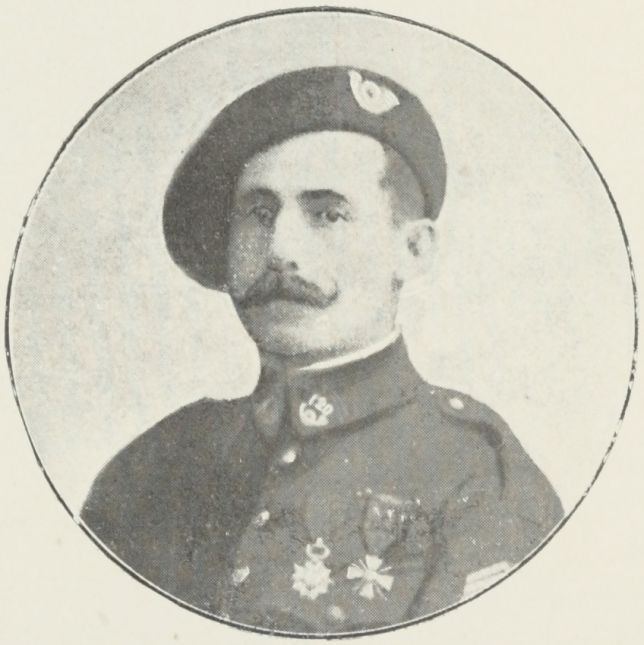
Le capitaine Bel, deux fois commandant par intérim du 120e BCP.
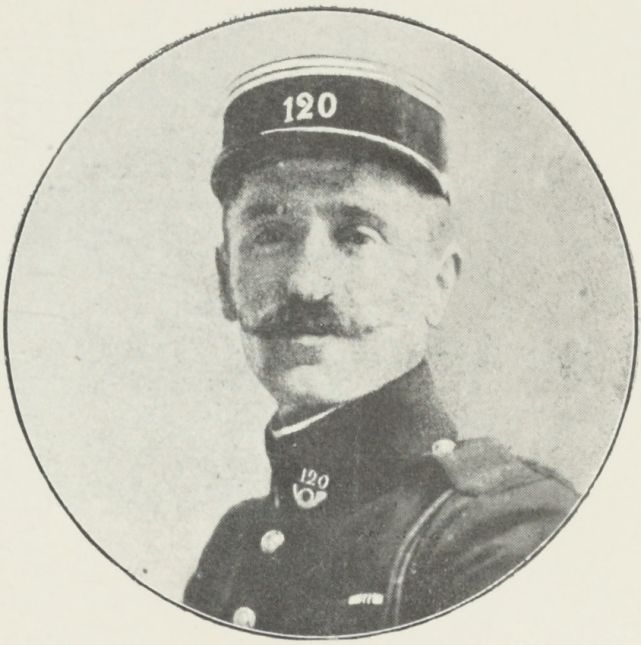
Le capitaine Hervieux

## Unités de rattachement
- 151e division d'infanterie d'avril à juin 1915
- 129e division d'infanterie de juin 1915 à février 1919

## Historique des combats et batailles

### 1915

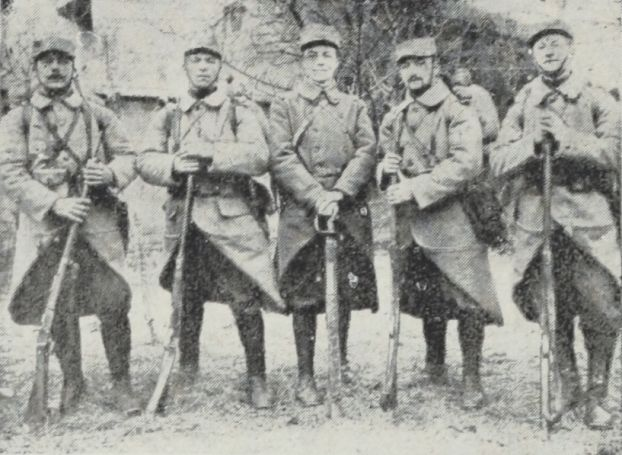
Chasseurs du à la formation du régiment en mars 1915.

Alsace : Reichacker, Lac Noir, Linge
Seconde bataille de Champagne : Bois des Bouleaux, nord ouest de Souain
Lorraine

### 1916
Vosges (Wisembach)
Verdun : Bois d'Haudremont, reprise des Forts de Douaumont et de Vaux, Thiaumont
Bois-le-Prêtre
Somme : Barleux

### 1917
Vosges : Senones

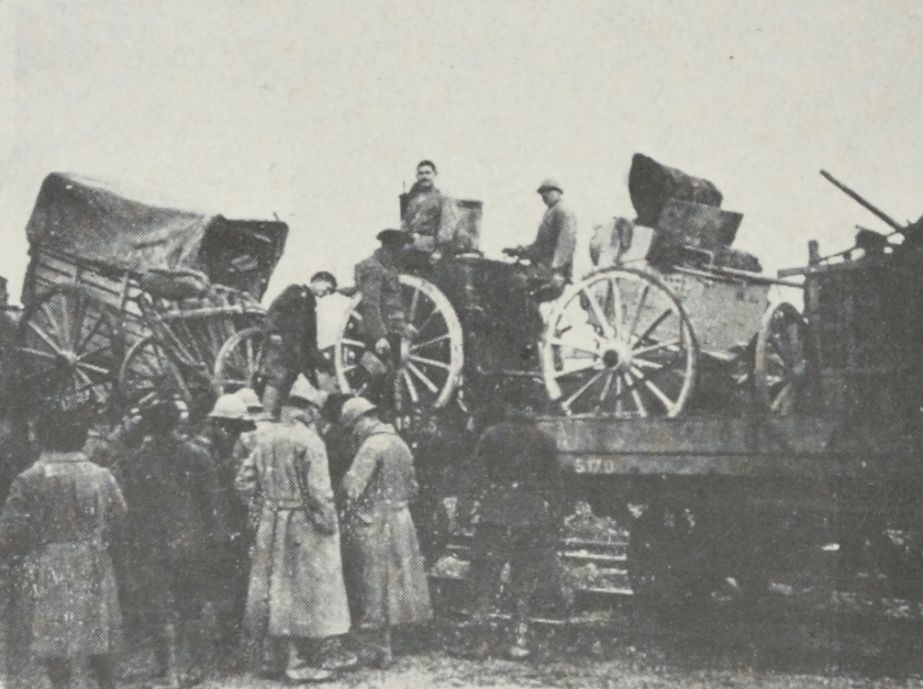
Embarquement en chemin de fer du, fin décembre 1917.

Chemin des Dames : ferme du Panthéon (juin), Vauxaillon (13 août), Mont des Singes
Aisne : La Malmaison (fin octobre)
Haute-Alsace

### 1918
Haute-Alsace
Belgique : Kemmel
Flandres : Scherpenberg (nl) (20 mai)
Oise : Courcelles
Aisne
Oise: Guiscart (10 août)
Lorraine
Allemagne : Marnheim (décembre 1918)

### 1919

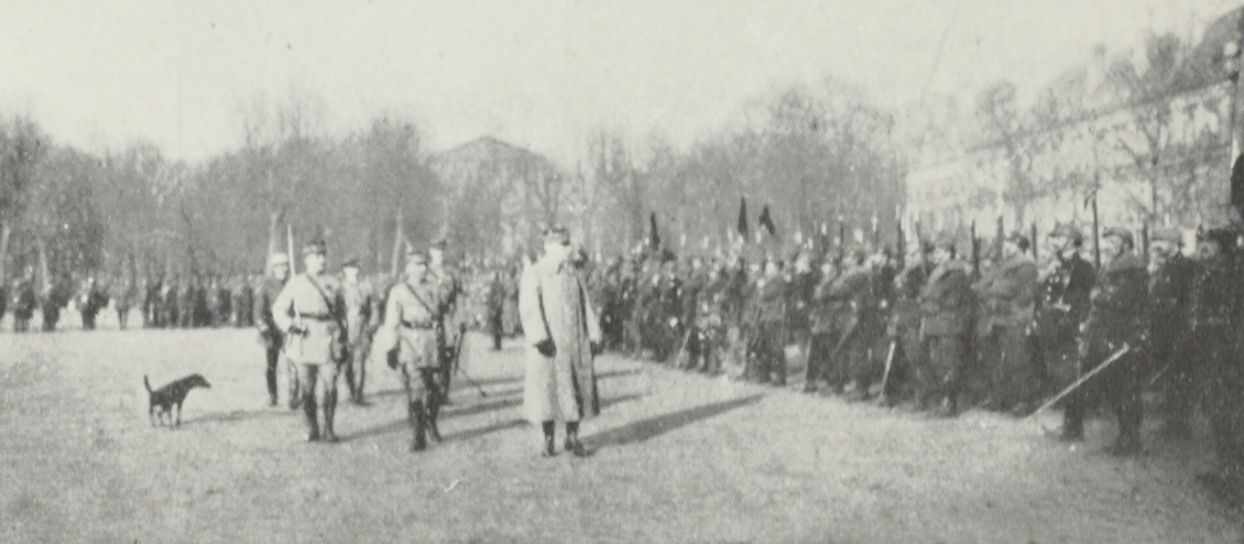
Le passé en revue par les généraux Pétain et Maud'huy à Metz le 7 janvier 1919.

Le régiment rejoint Metz début janvier 1919, puis Hagondange à la fin du mois et enfin Sarreguemines à partir de la fin janvier .
Les soldats du bataillon sont peu à peu démobilisés à partir de janvier. La dissolution a lieu du 8 au 13 mai 1919.

## Emblème et décorations

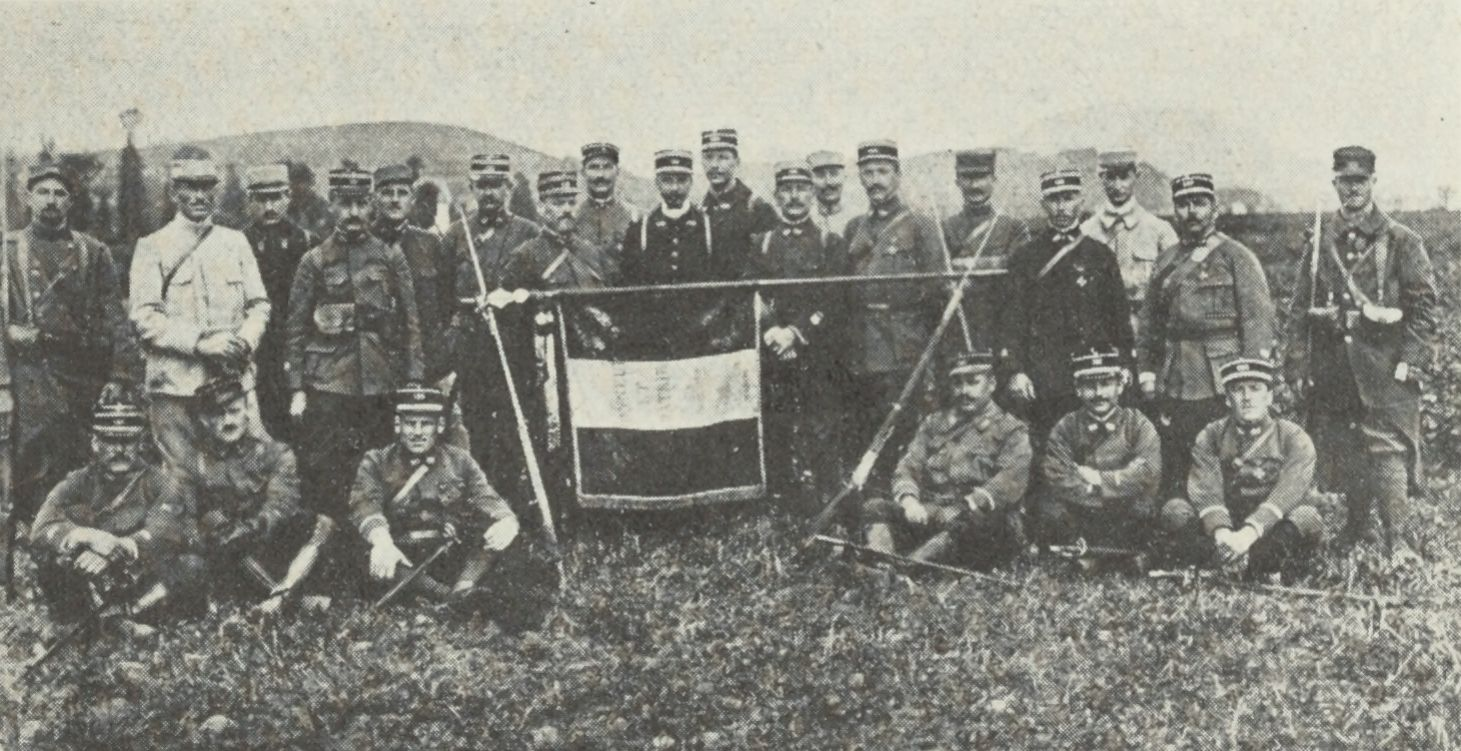
Le drapeau des chasseurs gardé par le en 1915.

Comme tous les autres bataillons de chasseurs ou groupes de chasseurs, il ne dispose pas de son propre drapeau.
Le bataillon reçoit l'autorisation de porter la fourragère aux couleurs de la Croix de guerre 1914-1918 le 17 novembre 1918, en même temps que les autres unités du 12e groupe de chasseurs.

## Refrain du120ebataillonde chasseurs à pied
Il n'y a qu'un Cent-Vingt,
Parmi les Chass'bis ;
Ceux de l'An Deux
Ouvrez vos yeux,
Ce sont eux : les voici.